# Vjetrovi u Hrvatskoj
Vjetrovi u Hrvatskoj se obično dijele na vjetrove na Jadranskom moru (primorju) i na vjetrove na kopnu (kontinentalnoj Hrvatskoj). 
Prema jakosti vjetrovi se nazivaju tišina (kad nema vjetra), lahor, povjetarac, slab vjetar, umjeren vjetar, jak vjetar, olujni vjetar (oluja), orkanski vjetar i orkan.

## Vjetrovi na Jadranu
Mnogi, osobito lokalni vjetrovi imaju svojstvena imena, od kojih su se neka kod nas sačuvala od davnine. Među poznatije vjetrove u primorju ubrajaju se bura, lebić, jugo, levant, maestral, oštro, pulenat, tramontana. Režim vjetra na nekome mjestu može se grafički prikazati s pomoću ruže vjetrova.

### Bura
Bura (tal. bora od grč. βορέας: sjevernjak) je jak, suh i hladan, mahovit (naglo mijenja smjer i brzinu) i turbulentan vjetar s kopna, koji pretežno u hladno doba godine puše duž istočne obale Jadranskoga mora. U unutrašnjosti za bure pušu umjereni sjeverni i sjeveroistočni vjetrovi s kopna koji se ubrzavaju prelazeći preko planinskih lanaca, osobito na mjestima gdje postoje sniženi gorski prijevoji (na primjer Senjska vrata), pa se pritom bura pojavljuje kao padajući, slapovit vjetar, to jest ima izrazitu, prema dolje usmjerenu komponentu gibanja. Bura puše više dana, rijetko 2 do 3 tjedna (s prekidima), i jača je noću, a na našoj obali može katkad dosegnuti i orkansku jakost. Najjača je na području Tršćanskog i Kvarnerskog zaljeva, u Velebitskom kanalu, osobito kraj Senja, u Ninskom zaljevu, Kaštelanskom zaljevu i kraj uvale Vrulje (između Omiša i Makarske). Na obali od Trsta do Dubrovnika česte su bure s brzinama od 20 do 35 m/s (od 70 do 125 km/h), koje prekidaju promet na izloženim mjestima i između obale i otoka. Dosad najveća brzina bure od 59 m/s (212 km/h) izmjerena je 1996. na krčkome mostu. U kanalima je opasna za manje brodove jer se može pojaviti iznenada, gotovo bez ikakva predznaka, i odmah zapuhati orkanskom snagom.

### Jugo
Jugo ili široko je svοjstven vjetar na Jadranskom moru jugoistočnoga do južnoga smjera, koji puše uglavnom ravnomjerno brzinom od 6 do 11 m/s (od 22 do 40 km/h), no katkad doseže i orkansku jačinu od 30 m/s (110 km/h). Ne nastupa naglo i puše jednolikom brzinom, najjači je na otvorenome moru, gdje stvara velike valove koji mogu ugroziti pa i onemogućiti brodski promet. Puše po nekoliko dana, češće u hladnome nego u toplome dijelu godine, u sklopu područja niskoga tlaka zraka (ciklona), koje se nalazi u zapadnome Sredozemlju ili na Jadranskom moru. Ljeti obično ne traje dulje od 3 dana, a zimi može potrajati i do 10 dana, a katkad uz manje prekide i do 3 tjedna.

### Maestral
Maestral (tal. maestrale od lat. [ventus] magistralis: glavni vjetar) je stalni vlažni ljetni vjetar umjerene jačine (najčešće od 5 do 8 m/s - od 18 do 30 km/h), koji na hrvatskoj obali Jadrana puše iz sjeverozapadnog i zapadnoga smjera. Prati lijepo vrijeme i ublažuje ljetnu sparinu. Ljeti svakog dana počinje puhati između 8 i 9 sati, najjače oko 14 sati, a prestaje oko 18 sati ili najkasnije pri zalazu Sunca. Povoljan je vjetar za jedrenje. Mjesni su nazivi za maestral: maistral, maištral, magistral, maistro, mištral, maeštral, mestral. Često ga se miješa sa zmorcem.

### Lebić
Lebić ili garbin (tal. garbino od srednjovj. lat. garbinus, prema arap. garbī: zapadni) je vlažan i topao jugozapadni vjetar na istočnom Sredozemlju s obilnim oborinama. Često nastaje nakon juga kada ciklona odmiče prema sjeveroistoku. Zimi može biti vrlo snažan. Za razliku od juga, koji velike valove stvara na otvorenom moru, puše okomito prema kopnu stvarajući velike valove uz obalu. Primjerice, tijekom snažnoga garbina (lebićade) 1999. bila je poplavljena splitska riva, a valovi su dosezali Dioklecijanovu palaču.

### Tramontana
Tramontana (lat. trānsmontānus: preko planina) je hladan, suh vjetar koji se spušta s planina sjevernoga Sredozemlja i jadranskoga priobalja. Na Jadranu puše poput bure, no nije mahovit (ne mijenja naglo smjer i brzinu) i nikada ne dostiže njezinu jačinu. Praćen je vedrim vremenom. Dalje od obale je jači i stvara velike valove. Na području Kvarnera se oštra zimska tramuntana naziva kvarnara.

### Oštro
Oštro (tal. ostro od lat. auster: južni vjetar) ili loštrac je topao i vlažan južni vjetar koji se najčešće pojavljuje na otvorenome moru kada se približava ciklona sa sjeverozapada ili zapada. Kratkotrajan je, ali može dostići znatnu jakost.

### Levant
Levant ili levanat (franc. levant, tal. levante: istok) je vlažan i hladan istočni vjetar na Sredozemlju, većinom umjeren, a samo katkad jak. Puše kratkotrajno, a popraćen je oblačnim i kišovitim vremenom.

### Pulenat
Pulenat (tal. ponente) je zapadni vjetar koji se pojavljuje iznenadno, ne puše često ni dugo, ali zimi može dostići znatnu jakost. Donosi kratkotrajnu i obilnu kišu te uzrokuje neugodno i uzburkano more.

### Zmorac
Zmorac ili smorac je slabi ljetni dnevni vjetar koji puše s mora na kopno u sustavu obalnoga kruženja zraka. Nastaje kada je najniži sloj zraka iznad mora hladniji od zraka nad kopnom. Na istočnoj obali Jadrana pojavljuje se poglavito u neporemećenim vremenskim uvjetima, i to ondje gdje otoci ne smetaju njegovu razvoju. Počinje kao slab jugoistočni vjetar u prijepodnevnim satima, zatim skreće na jug te jugozapad i predvečer se stišava kao sjeverozapadnjak. Najjači je u rano poslijepodne kada je temperaturna razlika kopna i mora najveća, te donosi osvježenje. Često ga se miješa s maestralom.

### Burin
Burin ili kopnenjak (prema mlet. tal. borin, deminutiv od bora: bura) je slab ljetni vjetar koji puše noću i u prvom dijelu jutra od kopna prema moru u sustavu obalnoga kruženja zraka. Posljedica je bržeg hlađenja kopna, što uzrokuje da prizemni sloj zraka nad kopnom postane hladniji nego nad morem.

### Pijavica
Pijavica, vrtložni vjetar, vijar ili tromba je atmosferski vrtlog manjeg razmjera i kratkog trajanja koji se pri izrazito nestabilnoj atmosferi pojavljuje ispod olujnog kumulonimbusa. Može nastati iznad vodene površine (vodena, ili ako nastane nad morem, morska pijavica) te nad kopnom. Mnogi smatraju da je vodena pijavica ustvari manji tornado nad vodom te da takvu pijavicu kad prijeđe s vodene površine nad kopno valja smatrati tornadom. Rotacija u vrtlogu pijavice češće je u ciklonalnom smjeru.

## Vjetrovi u kopnenoj Hrvatskoj
Na kopnu razlikujemo košavu, sjeverac, fen, doljnjak, noćnik.

### Košava
Košava (tur. koş: brz + hava: zrak) je suh jugoistočni do južni vjetar koji puše pretežno u hladno doba godine u južnoj Mađarskoj, Podunavlju te u Banatu i Pomoravlju u Srbiji. Nastaje kada je nizak atmosferski tlak (ciklona) nad Sredozemljem i visok tlak (anticiklona) nad sjeveroistočnom Europom. Brzine košave najčešće su između 10 i 15 m/s (između 36 i 54 km/h), a trajanje od 2 do 3 dana.

### Sjeverac
Sjeverac je hladan sjeverni vjetar koji puše u unutrašnjosti Hrvatske. U priobalju tada nastaju bura ili tramontana.

### Fen
Fen (njem. Föhn, od lat. favonius: topli zapadni vjetar) je topli, suhi i većinom mahovit (naglo mijenja smjer i brzinu) vjetar koji se spušta najčešće niz sjeverne obronke Alpa. U Hrvatskoj je čest u Ogulinu. Nastaje nakon što se na prisojnoj strani planina zrak uzdignuo i izgubio vlažnost oborinama, pa se na suprotnoj strani spušta suh i topliji nego što je bio na početku dizanja. Uzrokuje nagli porast temperature i topljenje snijega. Pojava fena kod mnogih ljudi izaziva nelagodu, razdražljivost, glavobolju i druge zdravstvene probleme.

### Doljnjak
Doljnjak, danji vjetar ili danik je mjesni dolinski dnevni vjetar, koji nastaje Sunčevim zagrijavanjem planinskih padina. Najjači je na prisojnoj strani, u toplome dijelu godine i u neporemećenim vremenskim stanjima. Puše iz doline uz padine.

### Noćnik
Noćnik je vjetar koji noću puše niz obronke planine prema dolini, a u priobalnom pojasu prema moru. To je noćna grana obalnoga ili planinskoga kruženja zraka. Noćnik nastaje u neporemećenim vremenskim stanjima zbog hlađenja zraka ižarivanjem topline površinskih slojeva tla.